# Mimulosia separanda
Mimulosia separanda là một loài bướm đêm thuộc phân họ Arctiinae, họ Erebidae.